# SS City of New York
SS City of New York znany także jako SS New York – amerykański statek pasażerski w późniejszym czasie użytkowany także przez US Navy (jako USS "Harvard" i USS "Plattsburg") zbudowany w stoczni John Brown and Company w Clydebank, wodowany w 15 marca 1888, pierwszy rejs odbył 1 sierpnia 1888.
W momencie wodowania był to największy statek pasażerski na świecie, uznawany także za najbardziej luksusowy. W 1882 na krótko zdobył Błękitną Wstęgę Atlantyku.
Po wybuchu wojny amerykańsko-hiszpańskiej rząd amerykański zarekwirował „City of New York” dla potrzeb US Navy, okręt otrzymał nową nazwę USS "Harvard" i wszedł do służby jako krążownik pomocniczy. Po zakończeniu wojny okręt zwrócono do pierwszego właściciela. Po wybuchu I wojny światowej, statek ponownie wszedł do służby Marynarki Wojennej, tym razem jako USS "Plattsburg".
Po zakończeniu wojny „New York” ponownie został statkiem pasażerskim, w 1921 statek został zakupiony przez Polish Navigation Company ale po bankructwie firmy statek został przejęty przez Irish American Line w 1922. Ostatni rejs "Nowego Jorku" odbył się w 1922 z Neapolu do Konstantynopolu, statek został sprzedany na złom w 1922.